# 雨碌乡
雨碌乡，是中华人民共和国云南省曲靖市会泽县下辖的一个乡镇级行政单位。

## 行政区划
雨碌乡下辖以下地区：
雨碌村、小石山村、小铺村、小米村、铁厂村、长箐村、新房村、翅垴河村、陡红村、白彝村、马桑坝村、座江村和阳山村。